# Пауки-кругопряды
Пауки́-кругопря́ды (лат. Araneidae) — семейство аранеоморфных пауков. Включает около 3 000 видов, объединяемых в 170 родов. Третье по числу видов семейство пауков, уступающее лишь паукам-скакунам и Linyphiidae. Описано около 70 ископаемых видов, наиболее древние остатки датируются меловым периодом.

## Галерея

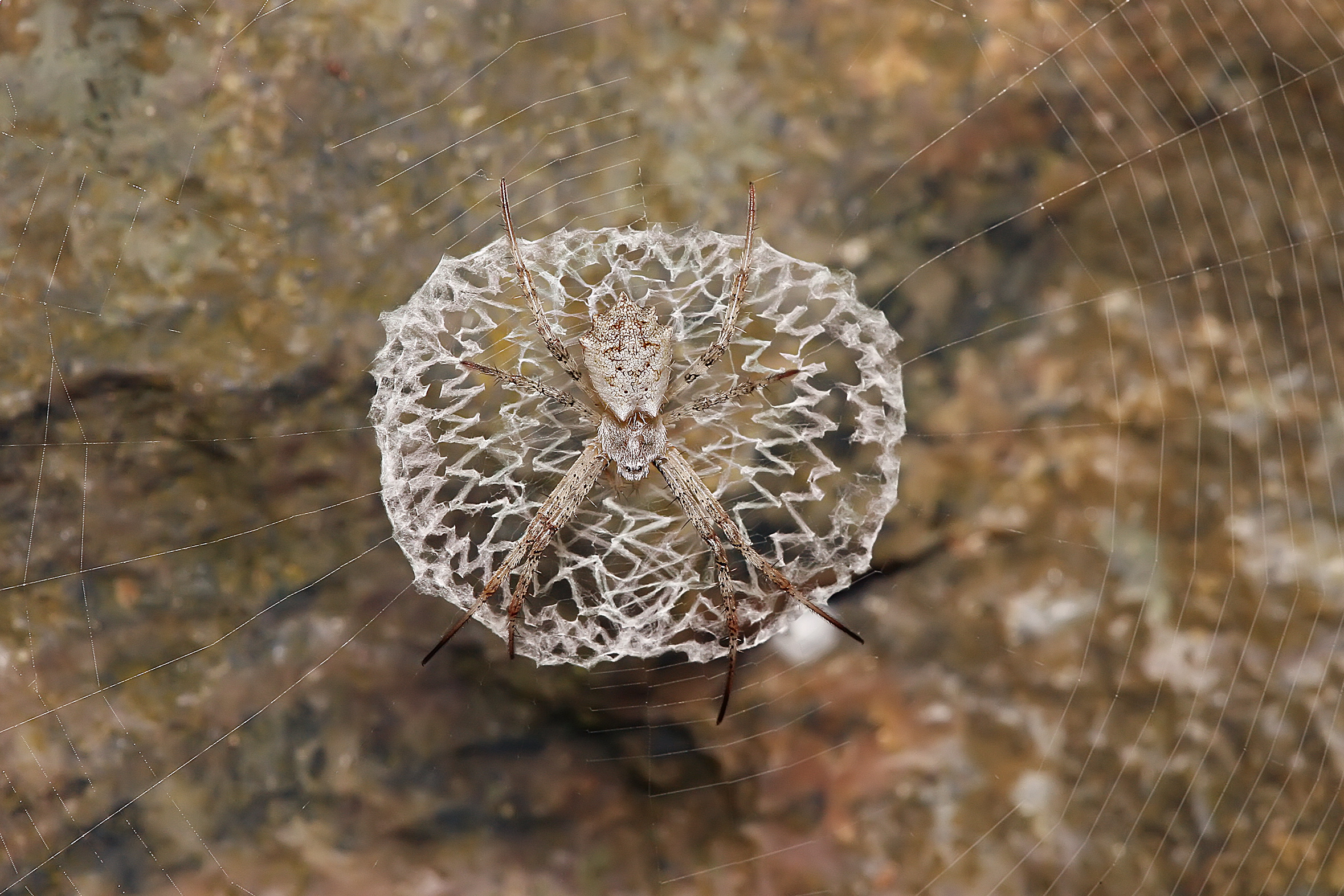
Argiope в ловчей сети (горы Улугуру, Танзания)
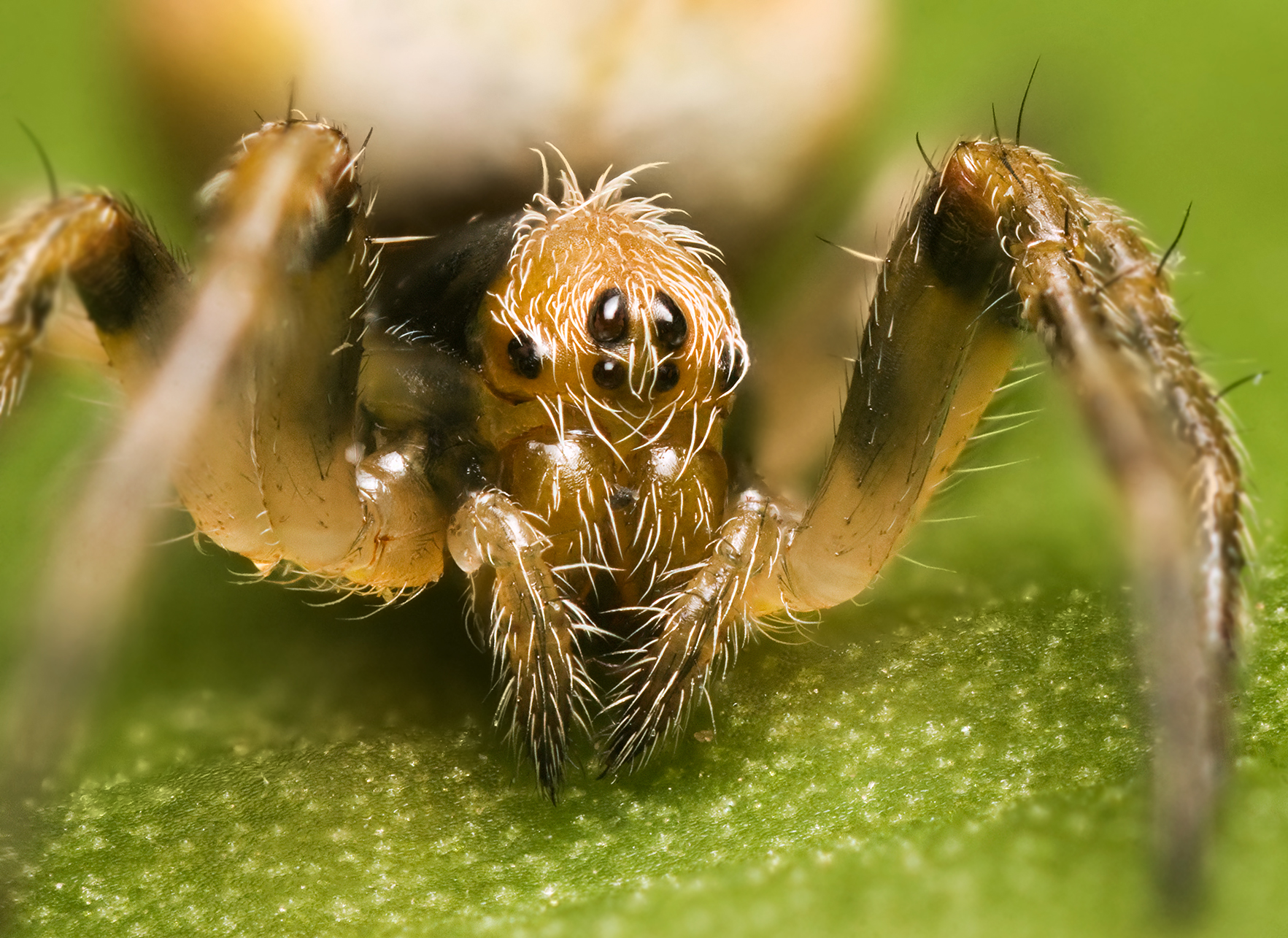
Eriophora sp.
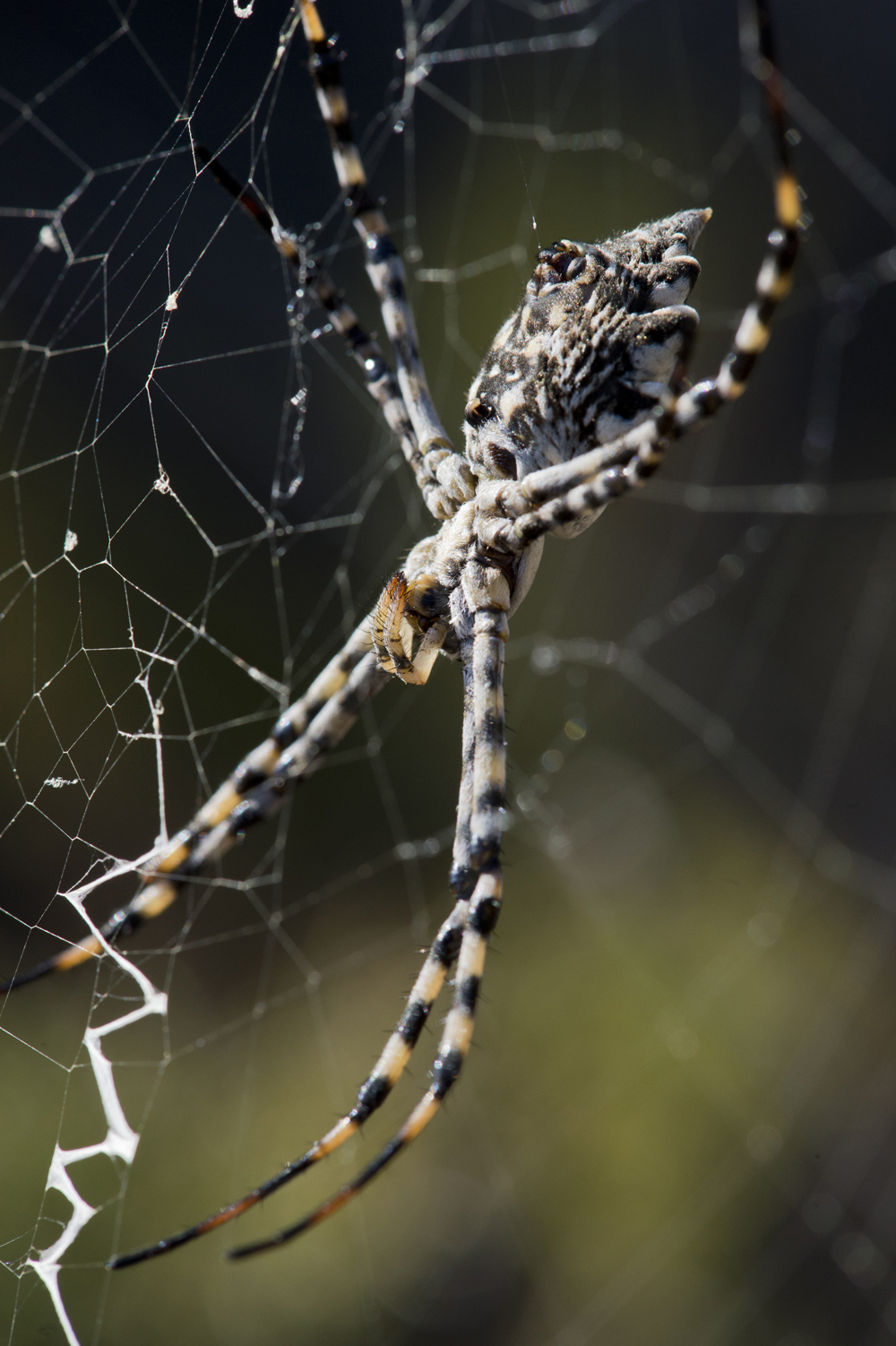
Argiope lobata